# Coober Pedy Council
Koordinaten: 29° 1′ S, 134° 45′ O

Der District Council of Coober Pedy ist ein lokales Verwaltungsgebiet (LGA) im australischen Bundesstaat South Australia. Das Gebiet ist 778 km² groß und hat etwa 1750 Einwohner (2016).
Coober Pedy liegt im Zentrum des Outback von South Australia und ist etwa 840 Kilometer von der Metropole Adelaide entfernt. Der District Council umfasst das Gebiet rund um die Ortschaft Coober Pedy, wo sich auch der Verwaltungssitz befindet.

## Verwaltung
Der Council von Coober Pedy hat neun Mitglieder, die acht Councillor und der Vorsitzende und Mayor (Bürgermeister) des Councils werden von den Bewohnern der LGA gewählt. Coober Pedy ist nicht in Bezirke untergliedert.